# Alfred Schattanik
Alfred Schattanik (* 17. Oktober 1901 in Gleiwitz; † 6. Oktober 1988 in Mölln) war ein deutscher Gewerkschafter.

## Leben
Schattanik erlernte ursprünglich den Beruf des Drehers und war als Elektrokaufmann tätig. 1919 trat er dem Deutschen Metallarbeiter-Verband bei, zwei Jahre später wurde er zweiter Bevollmächtigter des DMV in Gleiwitz. 1925 absolvierte er einen mehrmonatigen Kurs auf wirtschaftlichem, politischem, kulturellem, geschichtlichem und psychologischem Gebiet an der sozialistischen Heimvolkshochschule Tinz. 1927 wurde er zum Verbandsgeschäftsführer des Einheitsverbandes der Handels- und Gewerbetreibenden in Leipzig berufen. Dieses Amt verlor er 1933 durch die Gleichschaltung, er wurde daraufhin verfolgt und nahm am Zweiten Weltkrieg teil.
Nach dem Krieg wurde er 1945 zum Stadtverwaltungsdirektor in Leipzig berufen. Aufgrund von Differenzen mit der SED floh er 1949 in die Bundesrepublik und schloss sich der Gewerkschaft Nahrung-Genuss-Gaststätten (NGG) an. Dort wurde er 1950 zum Leiter des Referats für Getreidewirtschaft in der Hauptverwaltung berufen. Ab 1958 war er 2. und ab 1962 1. Vorsitzender der NGG. 1966 stellte er sich wegen Erreichens der Altersgrenze nicht mehr zur Wiederwahl.
Er gehörte zunächst der USPD und später der SPD an.

## Ehrungen
- 1965: Großes Verdienstkreuz der Bundesrepublik Deutschland